# Tipo (numismática)

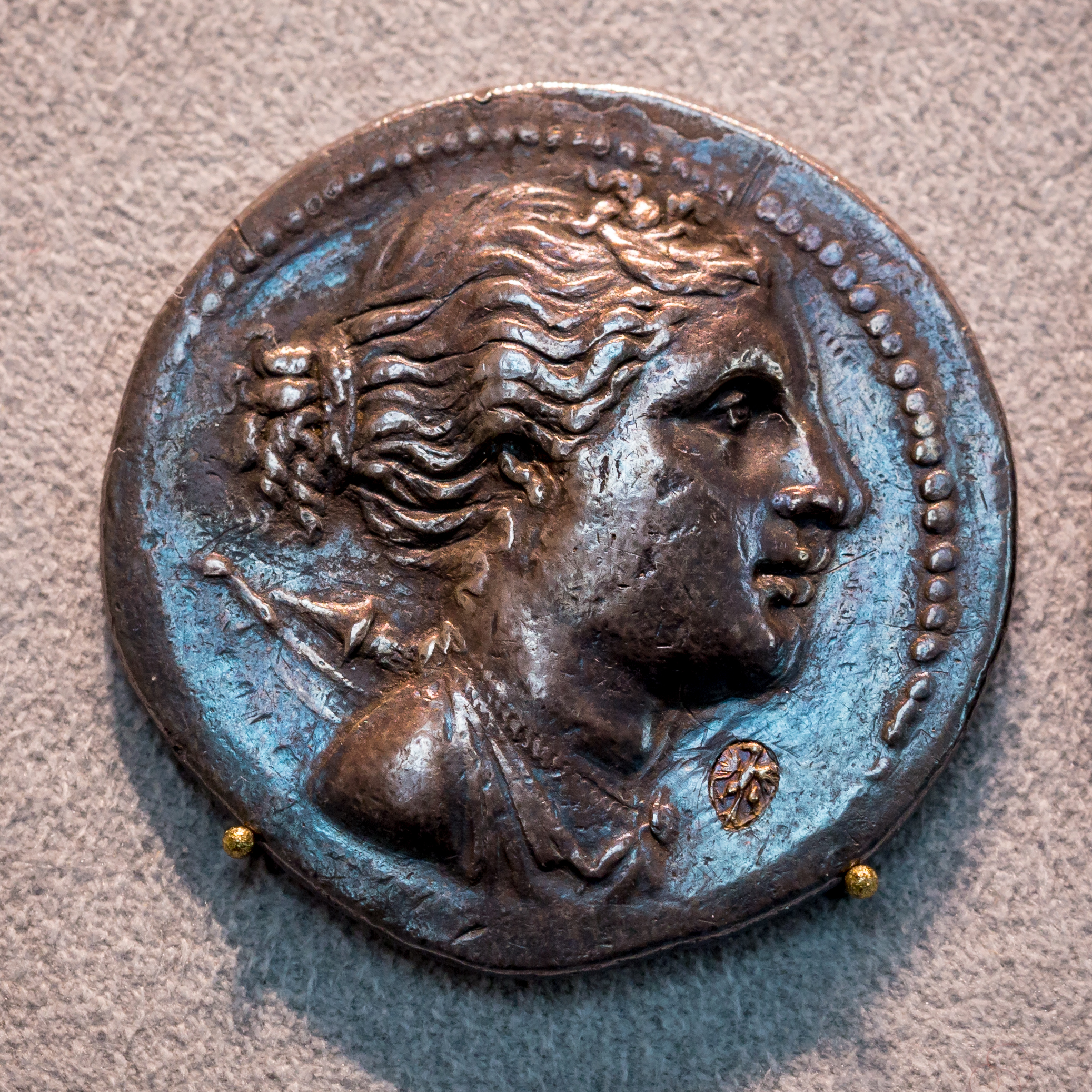
Moneda de la ciudad griega de Eretria con la imagen de Artemisa (170-150AC)

En numismática se entiende por tipo todos los objetos representados en la moneda. 
Los tipos estaban figurados solo en el anverso de las monedas primitivas, porque el reverso era un cuadrado hueco dividido de varias maneras, que sirvió en un principio para fijarlo en el ayunque. Después de que se perfeccionó la fabricación de la moneda, los cuadrados huecos se ornaron con tipos y leyendas hasta que aquellos desaparecieron enteramente. Transcurrido bastante tiempo se comenzó a grabar en el anverso primero las cabezas de las divinidades, como Apolo, Minerva, Venus, Vesta... o de las diosas Concordia, Fides, Salus... o como en las romanas las del Genio o personaje histórico, por ejemplo, la del Genio del pueblo Romano (de la familia Cornelia), del Honor (Honos), de Juno Moneta, de la Libertad, de la Piedad, de la Sibila, de Triunfo (Triumphus)... y por último las de los príncipes, que se nombran bustos cuando están representadas con una parte del pecho, como las de los reyes Rómulo, Anco Marcio, Numa Pompilio... 
En el tipo doble, que es el que constituye los reversos, se recuerdan los hechos históricos o los monumentos relativos a la religión, a la nación o solo a la familia cuyo nombre está grabado en la moneda como se ven en las romanas. La variedad de los reversos nos precisa renunciar a describirlas puesto que la regla general es que guarden relación con la cabeza del anverso o con la villa que fabricara la moneda.

## Monedas griegas
En las monedas griegas hay tipos que hacen alusión al nombre del personaje, al del objeto y también al de la localidad como se observan en las siguientes monedas: 

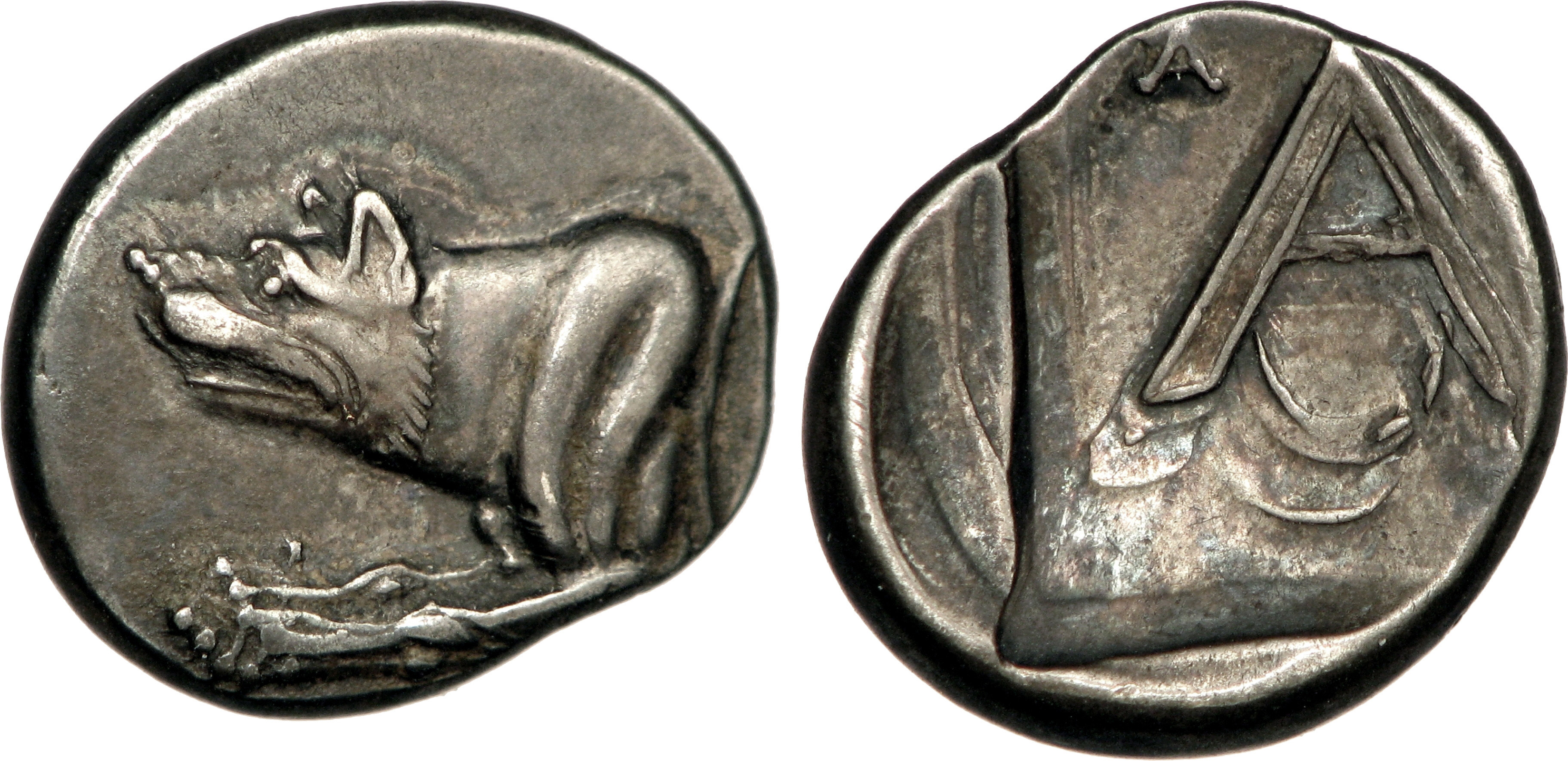
Moneda de Argos con un lobo

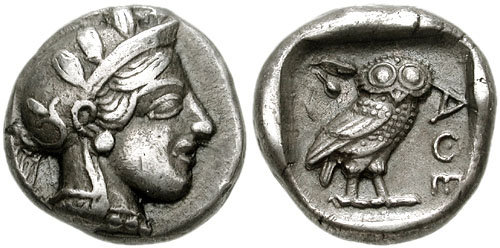
Dracma ateniense con un mochuelo

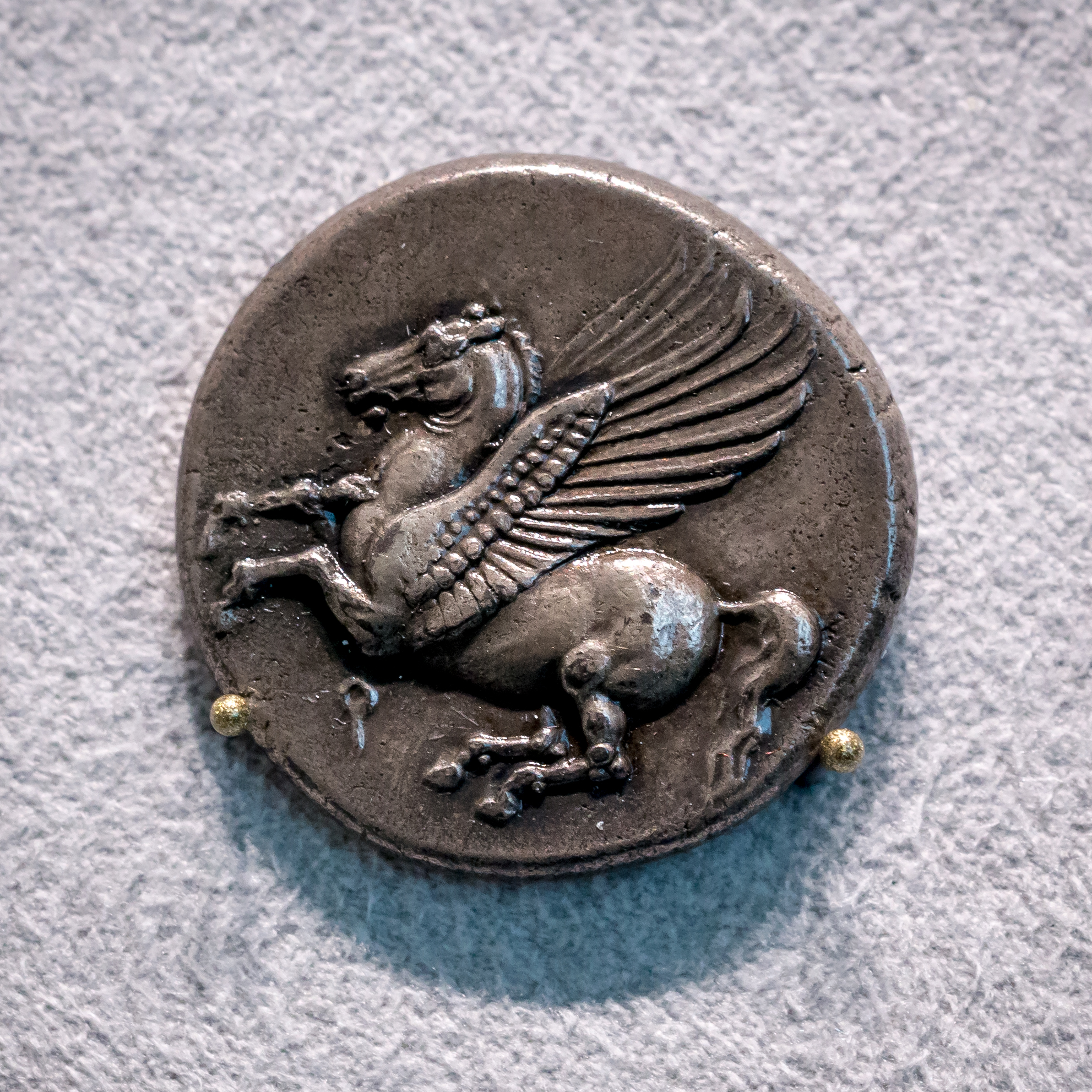
Moneda de plata de Corinto con Pegaso, 350-338AC

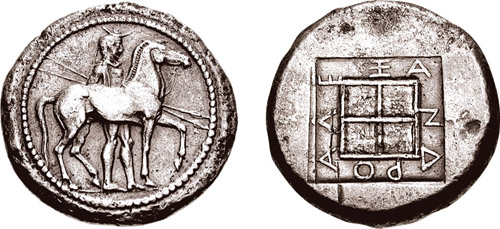
Moneda de Macedonia 498 – 454 AC.jpg

- Alopeconeso de Pamphilia, una zorra
- Argos, un ratón, al que añadieron después un lobo.
- Atenas, primero un mochuelo o una lechuza y después ésta en el anverso y Minerva en el reverso
- Beocia, una mosca y un ciervo o un Dioniso con un racimo y una gran copa o cántaro
- Cardia de Tracia, un corazón
- Cephalonia, un caballo
- Chio, una harpía o la efigie de Homero
- Chritotes, una espiga de trigo
- Cicico, un león
- Clides, una llave
- Corciro, una nave debajo de un remo
- Corinto, el Pegaso con su Neptuno sentado, llevando su tridente
- Didimo, una cabra pisando una rana
- Eretria, Artemisa
- Etolia, Hércules con su clava quebrantando los cuernos de Aqueloo
- Fenicia, una palmera o una conchilla de púrpura
- Focide, una foca
- Germania, una montaña o sierra
- Histiea, Neptuno sobre una ballena
- Iasso en Caria , un niño sobre un delfín
- Iasso en Peloponeso, la efigie de Perseo
- Leontino de Sicilia, un león
- Leucade, una nave
- Licia , un león con una cabra
- Locris, una estrella o una cigarra o un puñal
- Macedonia, un escudo
- Melos, una manzana
- Metaponto, Ceres con una espiga
- Mitilene, la efigie de Safo
- Naxos, Dioniso barbado y un Sátiro con un vaso
- Peloponeso, una tortuga o galápago
- Persia, un Sagitario.
- Rhegio, una liebre o ésta con un carro.
- Rodas, una rosa o un sol.
- Samos, un pavón.
- Tarquinia , Hércules sentado.
- Tenedos, una segur o hacha en el anverso.
- Tesalia, un caballo.
- Trezenc, un tridente en el anverso y el rostro de Palas en el reverso

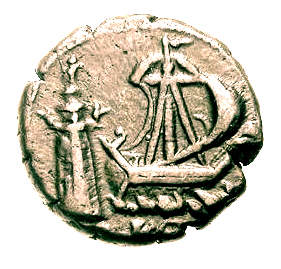
Moneda de Alejandría con su famoso faro
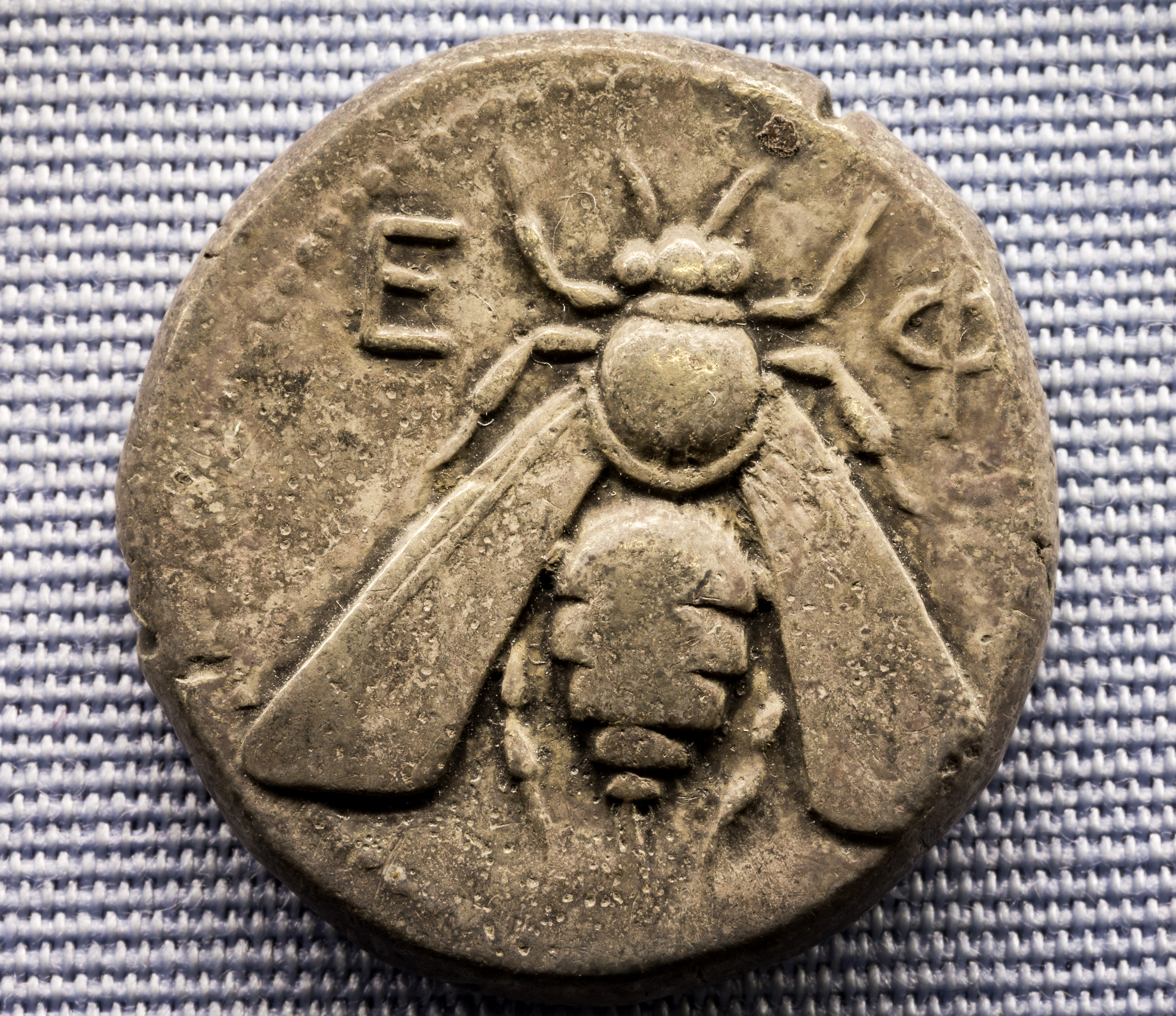
Tetradracma de Éfeso con una abeja 394-295AC
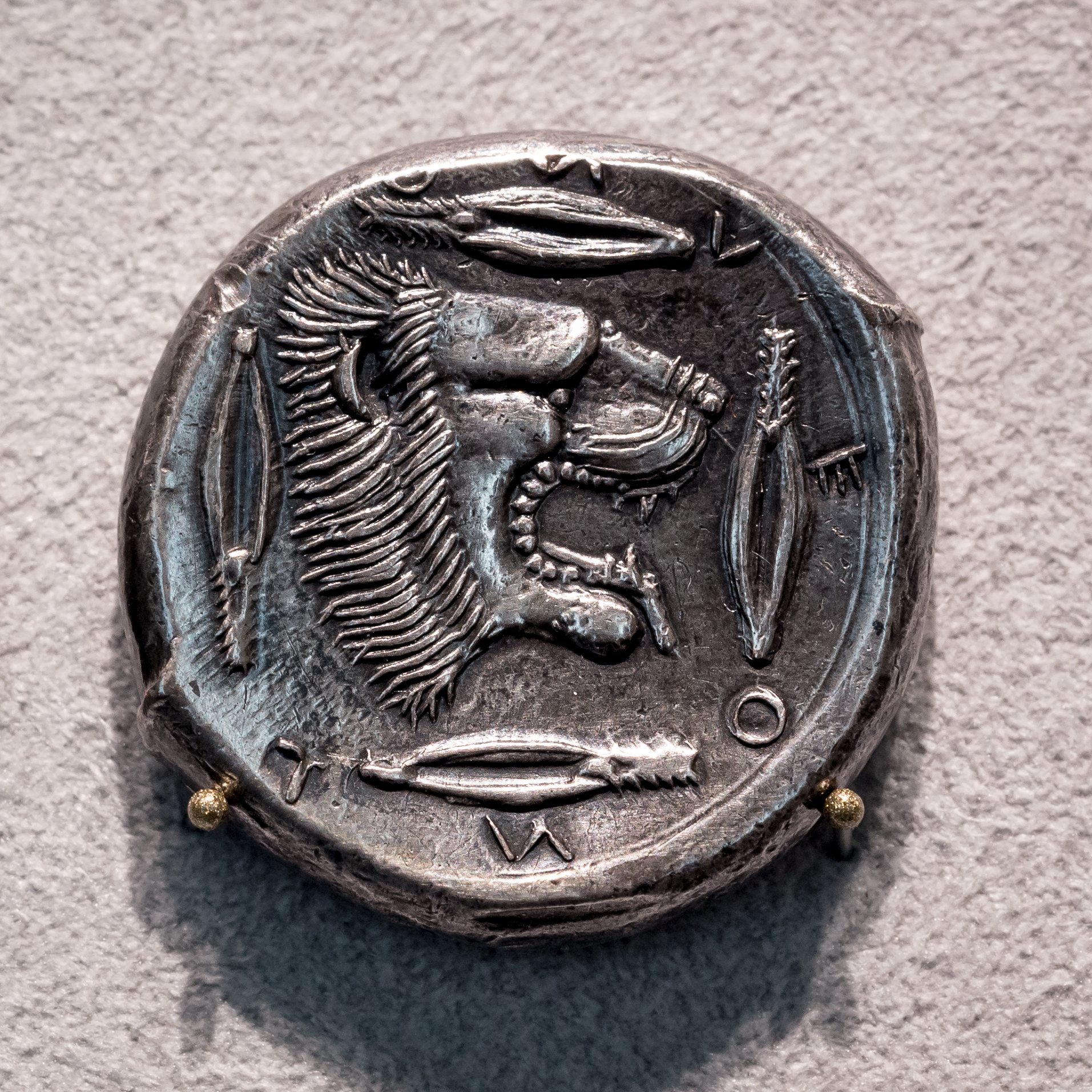
Tetradracma de plata de Leontino con la imagen de un león 470-465AC
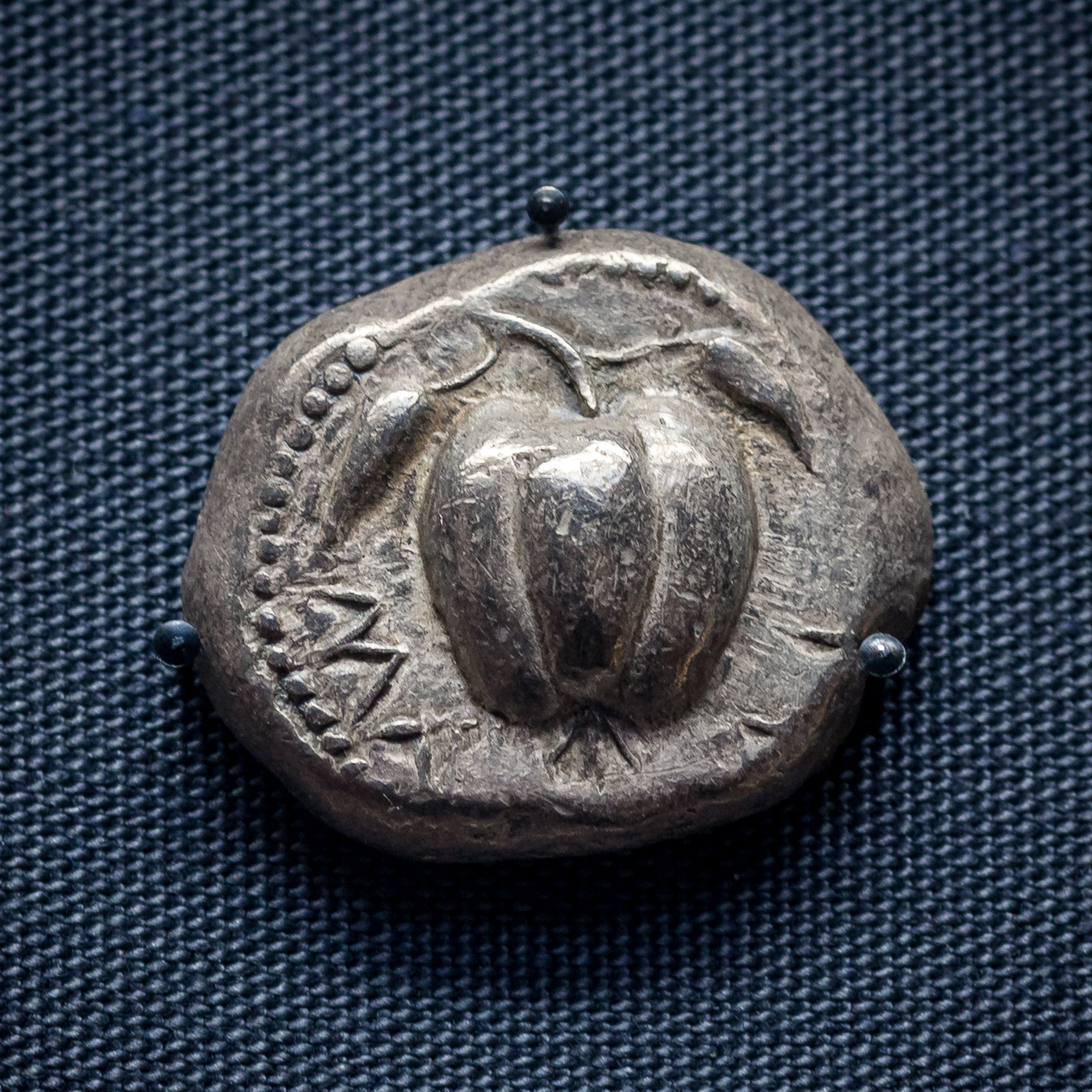
Moneda de Melos con una manzana, 450-440AC
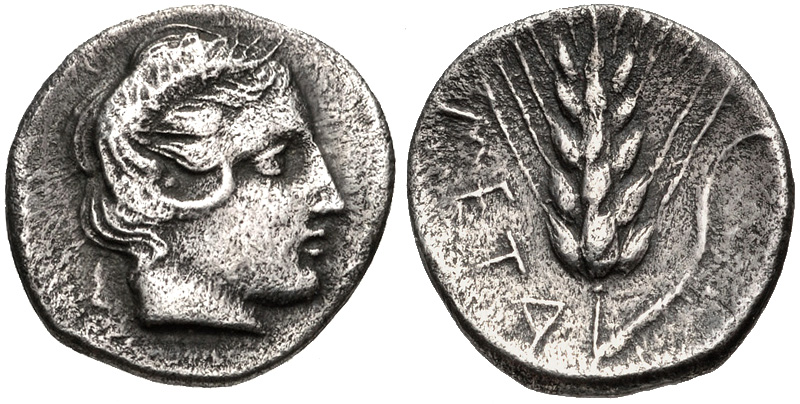
Moneda de Metaponto con Ceres en el anverso y una espiga en el reverso
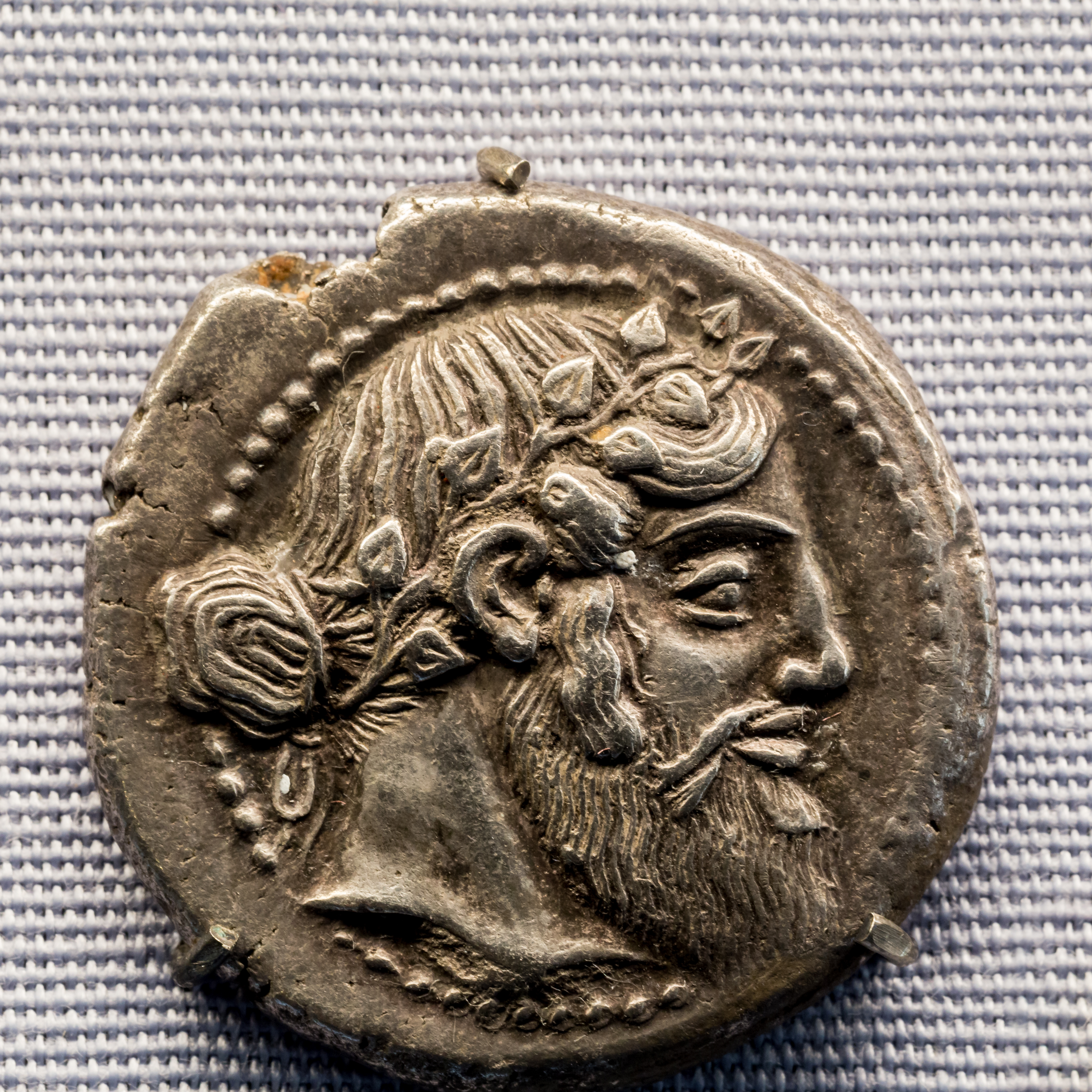
Tetradracma de plata de Naxos con Dioniso, 461-430AC
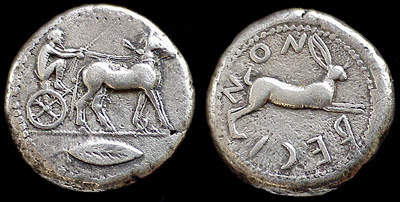
Pieza de Rhegio con un carro y una liebre 478-47AC.jpg
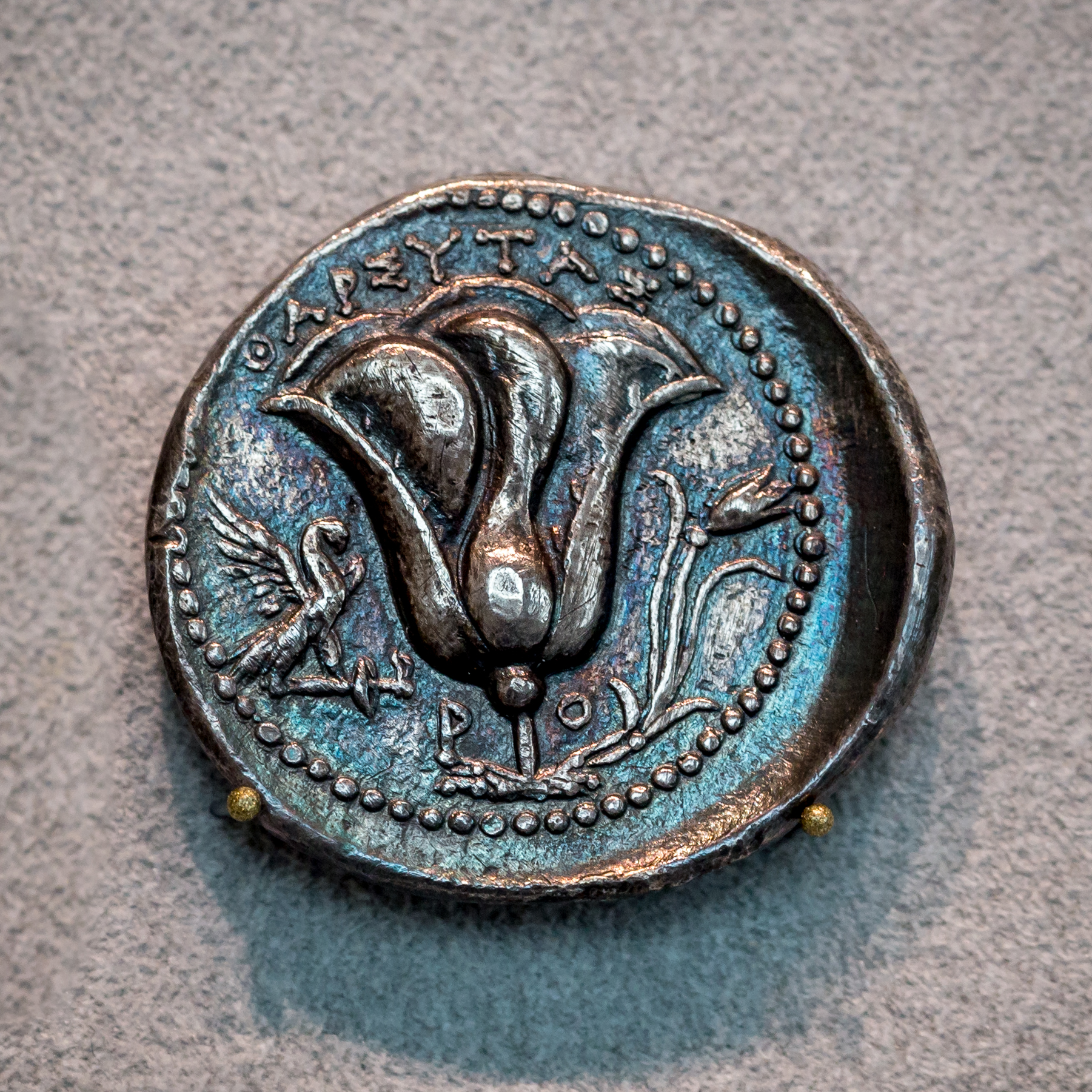
Tetradracma de Rodas con una rosa
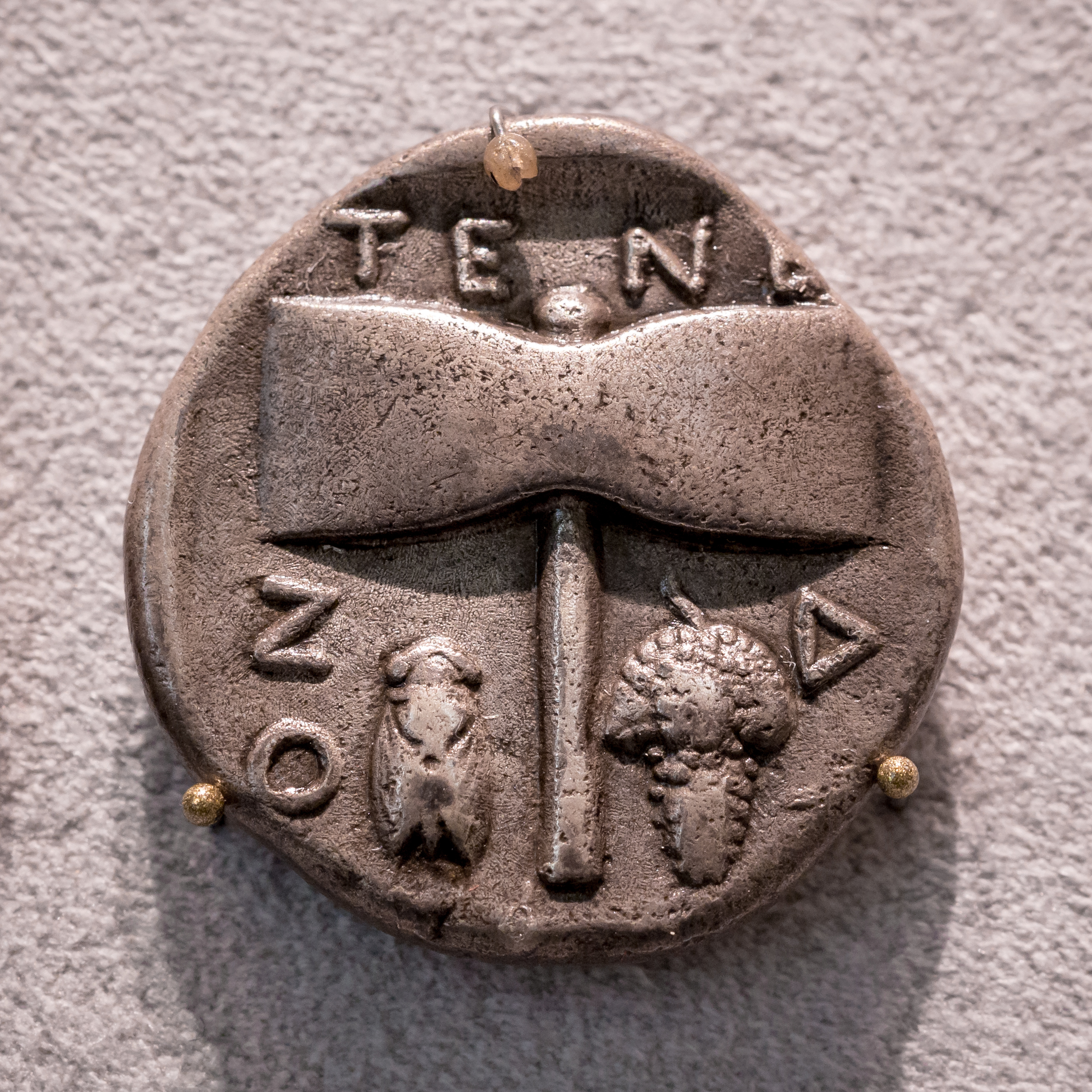
Tetradracma de plata de Tenedos con un hacha, 375-360AC

## Monedas romanas
Entre los innumerables tipos de las monedas romanas, se pueden referir por ejemplo los siguientes: 
- Ascia, este instrumento de la mayor importancia en la mitología etrusca, estaba grabado en los denarios de L. Valerio Ascisculus (familia patricia y plebeya)
- Becerro (el), en los de Q. Voconio Vitulus (familia plebeya)
- Conchilla (la) murex de que se extrae la púrpura, en los de Furio Purpureus (familia patricia)
- Flor (una) en los de Aquilio Florus (familia plebeya y patricia.)
- Grande Ursa, Triones o constelación Septem Triones en los de Lucrecio Trio (familia patricia y plebeya)
- Martillo pequeño (el), Malleolus en los de C. Publicio Malleolus (familia plebeya)
- Musas (las), en los de Q. Pomponio Musa (familia plebeya)
- Pan (la cabeza de), en los de C. Vibio Pansa (familia plebeya)
- Pie (un) pes, en los de P. Furio Crassipes (familia patricia)
- Saturno (la cabeza de), en los de L. Sentio Saturninus (familia plebeya)

Por último, las monedas que representan a Roma, villa personificada y armada duraron en tiempo de los cónsules, antes de Julio César (año 705 de Roma-49 a. C.): 
- las del emperador Augusto (723 de Roma—31 AC), están acuñadas con el signo de Capricornio, rodeado de estrellas, por haber nacido en él
- las que Nerón (54 DC) hizo acuñar fueron con su efigie, traje de músico y una guitarra en sus manos
- las de Alejandro Severo (222 DC) con el traje de Alejandro Magno
- las de Galieno (253 DC) vencedor de los Persas, figuran los Sátrapas y capitanes vencidos en la manera como los llevaba prisioneros
- las de Constantino, hijo de Constante y Arcadio, representan una cruz

Los nombres de las monedas procedían a veces de sus mismos tipos o de su peso. Citaremos, por ejemplo:
- los Cræsii acuñados por orden de Creso, rey de Lidia
- los Damaretis, de Damarete, hija de Theron, rey de Agrigento, esposa de Gelon, tirano de Siracusa
- los Darici de Darío, rey de Persia, llamado también Sagilarii porque representaba un arquero
- los Philippi y Alexandrini, acuñados por Filipo y Alejandro Magno, reyes de Macedonia
- los Ptolomacii y Berenicii, acuñados en Egipto por Tolomeo y Berenice
- los Antoniani, Aureliani, Constantinati.... que llevaban los nombres de los emperadores que las mandaban acuñar